# Los Sencillos
Los Sencillos fue un grupo español de música pop de la década de los años 1990. Se disolvió en 2002, continuando Miqui Puig como artista en solitario.

## Estilo
Liderados por el peculiar cantante Miqui Puig, sus influencias iniciales se encuentran en la estética y estilo del movimiento mod británico, desde el que irían evolucionando hacia formas más convencionales de pop y rap.
Su mayor éxito musical se remonta a 1992 con el tema Bonito es, incluido en su álbum En casa de nadie que se alzó con los primeros puestos en las listas de venta de aquel año. Dos años más tarde, repiten éxito, aunque sin tanta resonancia, con Doctor Amor. Su LP Bultacos y montesas (1997), supuso una revolución de su estilo, al combinar sonidos tan dispares como drum'n'bass  y house. Su último disco, Colección de favoritas, publicado en 1999 supuso un retorno a la línea pop más comercial.

## Historia
La banda de Miqui Puig empieza su andadura a mediados de los ochenta en la localidad barcelonesa de L'Ametlla del Vallés. El típico grupo de amigos que se reúnen para combatir el aburrimiento pronto hace patente una pasión por el pop, aunque sus primeros sonidos les hacen adoptar el nombre Gritos de Garaje. Los conciertos, los cambios de formación y la creación de canciones son la nota dominante de la primera época del grupo. Ya como Los Sencillos graban una demo que les incluye en dos recopilatorios hasta que BMG les capta en 1989.
De placer (1990), su primer trabajo, muestra influencias muy cercanas al pop sixties que rápidamente relacionan a la banda con la incipiente escena mod nacional. Canciones con estribillos memorables como Mala mujer o No por eso no que pese a la ingenuidad de las composiciones denotan un saber hacer poco común para una banda primeriza. Su consagración llegaría con Encasadenadie (1991), un álbum que a través de magníficos temas empieza a mostrar las inquietudes de una banda que mira hacia delante. Consiguen crear uno de los clásicos del pop nacional -Bonito es- y también uno de los mejores discos del género. Sus habilidades les valen el premio de RNE al mejor directo.
Seres Positivos llega en 1993, un disco vitalista con mayores tendencias electrónicas. Pese a la calidad del álbum, éste pasa prácticamente desapercibido ante las pocas atenciones de la compañía, cosa que vaticina un infeliz final a la relación del grupo con la misma. También la prensa, embelesada con la explosión del indie en España, empieza a ignorar la que es una banda notable. Los miembros originales del grupo empiezan a desertar ante las dificultades, pero pese a todo Los Sencillos llega en 1996. Producido por Joe Dworniak, es un álbum variopinto e irregular, aunque incluye algunas de sus más logradas creaciones. Se fuerza la máquina o Nada es como lo ves son dos de sus temas más groovies que además cuentan con un depurado y actual sonido. Durante la gira de presentación del álbum se escinden el resto de integrantes de la primera formación, quedando Miqui Puig en exclusiva al frente del proyecto. Tras intensas negociaciones con BMG, el grupo obtiene su libertad y ficha por la discográfica DRO, con los que publica Bultacos y Montesas (1997). Un disco compuesto, grabado y producido en 7 meses donde se involucran jóvenes músicos de Barcelona y cuyo diseño entre el pop-art y los programas de Chicho Ibáñez Serrador definen su contenido. Canciones poderosas como No conecto, buenos estribillos marca de la casa e imaginería personal -Phutbol o Retro son ejemplos de ello-. La crítica y por efecto el público ignoran el disco, que pese a su toque petardo desborda energía positiva y buen hacer en la producción.
En 1999 llega Colección de favoritas, un trabajo de vocación más clásica en lo instrumental, aunque de marcadas tendencias emocionales en los textos. Puig desnuda sus pensamientos sobre el amor, la vida y otros temas del poeta atormentado, consiguiendo reorientar la carrera del grupo y devolviéndolo al circuito underground. Su amistad con Fangoria les lleva a grabar una versión conjunta de Sweet Harmony de The Beloved para el club de fanes de los madrileños. Una colaboración que se plasma en directo con gran éxito durante la edición 2000 del festival Sónar, con Alaska y Miqui Puig cantado a dúo ante 10 000 personas.

## Discografía
- De placer (1990).
- En casa de nadie (1992).
- Seres positivos (1995).
- Los Sencillos (1996)
- Bultacos y montesas (1997).
- Colección de favoritas (1999).
- Doctor Amor (2001).
- Grandes éxitos (2002).